# 大台町立図書館
大台町立図書館（おおだいちょうりつとしょかん）は、三重県多気郡大台町佐原にある公立図書館。小規模な施設であるため、「町全体を図書館に」を合言葉に老人クラブへの出張貸し出しや町内の学校図書館との連携による利用促進を図っている。

## 歴史
1987年（昭和62年）に完成した大台町役場旧分庁舎は2000年（平成12年）6月に大台町役場本庁舎が新築され不要となったが、築年数が浅く再利用が検討された。その結果、図書館およびパソコン室として利用することに決定、旧本庁舎の跡地へ2001年（平成13年）2月に曳家によって移動させた。2002年（平成14年）4月1日、旧分庁舎を利用し、大台町立図書館として開館。建物は鉄筋造2階建てで延床面積は403m2、1階に閲覧室、2階に学習室とパソコン室を設けた。図書館整備費は、建物の移設費と図書購入費を合わせて約5600万円であった。

## 利用案内
2009年（平成21年）度の実績と比較すると、2014年（平成26年）度の入館者数は2割増加しているものの貸出冊数は微減となっている。町民参加型の図書館づくりを目指しており、行事を行うときはまず住民に相談してアイディアを出してもらっている。また「おはなしプーさん」というボランティア団体が図書館の内外で読み聞かせを行っている。
新泉社刊行の『遺跡を学ぶ』シリーズを全巻所蔵しており、図書館間相互貸借制度により他館への貸し出しが盛んに行われている。
- 開館時間：10時から18時まで
- 休館日：火曜日、祝日、毎月最終木曜日（図書整理日）、特別整理期間、年末年始
- 貸出制限：大台町に在住・通勤・通学している者および度会郡大紀町に居住している者[8]。
- 貸出可能冊数：10冊
- 貸出可能期間：2週間
- 予約、リクエスト可能。

## 大台町子ども読書活動推進計画
2001年（平成13年）制定の子どもの読書活動の推進に関する法律や2004年（平成16年）策定の三重県子ども読書活動推進計画を受け、大台町では2008年（平成20年）に「大台町子ども読書活動推進計画」を策定し、2016年（平成28年）には同計画を見直した「第二次大台町子ども読書活動推進計画」を始動した。
第二次計画では、基本方針として読書に親しむ機会と読書で共感しあえる機会の提供を基本方針として掲げ、具体策として家庭・地域・保育園・学校における読書活動の推進と教育委員会の役割を規定した。この中で大台町立図書館は地域における読書活動の推進の筆頭に挙げられ、図書館資料の整備・充実や職員が専門技能を学べる環境整備、司書と学校教員が連携した学校での読書活動の推進、図書館だよりの発行や行事の開催、中高生の職場体験の受け入れを通した図書館への興味喚起、図書館から遠い地域の公民館図書室の充実が盛り込まれた。特に町内のすべての学校図書館に大台町立図書館の司書を派遣し、図書の配架の工夫や学校図書館の蔵書の充実に努めるなど学校図書館整備を重視している。

## 交通
大台町立図書館は大台町佐原810番地にあり、JR紀勢本線三瀬谷駅から徒歩約7分である。付近には道の駅奥伊勢おおだいがある。
駐車場は15台分ある。